# Traktaat
Een traktaat of verhandeling is een prozatekst met een systematische behandeling van een afgebakend onderwerp, meestal op het gebied van filosofie of religie.

## Etymologie
Het zelfstandig naamwoord traktaat is een verkorting van het Latijnse tractatus, afkomstig van het werkwoord tractāre ("behandelen"). Waar het filosofie of religie betreft, wordt behalve traktaat (Duits: Traktat; Engels: treatise; Frans: traité) in het Nederlands ook wel gesproken van een verhandeling of behandeling (Duits: Abhandlung; Deens: afhandling; Noors/Zweeds: avhandling).
In het recht is het woord traktaat (Engels: treaty; Frans: traité) gelijk aan een verdrag (Duits: Vertrag), bijvoorbeeld het Partagetraktaat (1661) of het Verdrag van Londen (1824) (ook wel 'Londens traktaat', 'Traktaat van Londen' of 'eerste Sumatra-traktaat' genoemd).

## Kenmerken
Een traktaat wordt doorgaans gerekend tot de (humane) wetenschappelijke literatuur. Het probeert strikte regels te volgen in het beschrijven van een onderwerp of probleem, te streven naar objectiviteit, bewijs te leveren voor stellingen (onder meer door opsomming van feiten, afweging van argumenten en vermelding van bronnen), enkele relevante conclusies te trekken en de lezer daarmee iets te leren (didactiek).
Het traktaat staat daarmee in tegenstelling tot een essay, dat een meer betogende vorm van geleerd schrijven is zonder strikte regels, waarbij persoonlijke observaties mogen worden gedaan en losse verbanden mogen worden gelegd die niet makkelijk aantoonbaar zijn, maar mogelijk wel waardevol kunnen zijn voor de lezer om over na te denken. Een essay is meestal korter in lengte en subjectiever (het wil de lezer overtuigen van het eigen standpunt) dan een traktaat, al is het onderscheid tussen essays en traktaten niet altijd precies aan te geven.

## Voorbeelden

### Religieuze traktaten
Een bekend voorbeeld van religieuze traktaten (Engels: treatises) is De imitatione Christi ("Over de navolging van Christus"; 14e eeuw), toegeschreven aan Thomas a Kempis. Het behandelt in een viertal traktaten hoe een christen zou moeten leven volgens de Moderne Devotie.
In het Jodendom zijn bekende voorbeelden de onderdelen van de Talmoed die specifieke onderwerpen behandelen (zie Misjna).
Devotionele religieuze traktaten dienen niet verward te worden met de apologetiek van bijvoorbeeld kerkvaders, waarin zij de christelijke geloofsleer of levensvisie verdedigden.

### Filosofische traktaten
Beroemde voorbeelden van filosofische traktaten (Engels: treatises) zijn:
- Theologisch-politiek traktaat (1670) van Baruch Spinoza (Latijn: Tractatus theologico-politicus)[1]
- Traktaat over de verbetering van het verstand (1677) van Baruch Spinoza (Latijn: Tractatus de intellectus emendatione)
- Traktaat over de tolerantie (1763) van Voltaire (Frans: Traité sur la tolérance)[1]
- Traktaat over de logische filosofie (1921) van Ludwig Wittgenstein (Duits: Logisch-philosophische Abhandlung; Latijn: Tractatus Logico-Philosophicus)[1]
- Traktaat over de menselijke natuur (1739–40) van David Hume (Engels: A Treatise of Human Nature).[1]

## Recht
In het recht betekent traktaat een verdrag (Duits: Vertrag; Engels: treaty). Een traktaat kan worden gesloten tussen twee of meerdere staten maar ook volkenrechtelijke organisaties kunnen verdragspartij zijn. Een verdrag tussen een staat en de Heilige Stoel heet een concordaat. In Nederland worden traktaten in het in 1950 bij Koninklijk Besluit ingestelde Tractatenblad van het Koninkrijk der Nederlanden gepubliceerd.